# Crenicichla heckeli
Crenicichla heckeli är en fiskart som beskrevs av Ploeg, 1989. Crenicichla heckeli ingår i släktet Crenicichla och familjen Cichlidae. Inga underarter finns listade i Catalogue of Life.